# Rafael Romero Marchent
Rafael Romero Marchent (Madrid, 3 maggio 1926 – Madrid, 13 febbraio 2020) è stato un regista, attore e sceneggiatore spagnolo.

## Biografia
A partire dagli anni sessanta ha diretto oltre 30 film, ed oltre 30 sono anche quelli in cui è apparso come attore. Durante gli anni '60 e settanta ha lavorato principalmente a pellicole western.
Era fratello del regista Joaquín Luis Romero Marchent.

## Filmografia parziale

### Regista
- Mani di pistolero (Ocaso de un pistolero) (1965)
- Una donna per Ringo (Dos pistolas gemelas) (1966)
- Due croci a Danger Pass (Dos cruces en Danger Pass) (1967)
- Aquí mando yo (1967)
- I morti non si contano (¿Quién grita venganza?) (1968)
- Ringo, il cavaliere solitario (Dos hombres van a morir) (1968)
- Ad uno ad uno... spietatamente (Uno a uno sin piedad) (1968)
- Garringo (1969)
- E continuavano a chiamarlo figlio di... (El Zorro justiciero) (1969, anche sceneggiatore)
- Quando Satana impugnò la Colt (Manos torpes) (1970)
- Lo irritarono... e Sartana fece piazza pulita (Un par de asesinos) (1970, anche sceneggiatore)
- La preda e l'avvoltoio (Un dólar de recompensa) (1972, anche sceneggiatore)
- Qualcuno ha visto uccidere... (Un par de zapatos del '32) (1974, anche sceneggiatore)

### Sceneggiatore
- I tre spietati, regia di Joaquín Luis Romero Marchent (1963)
- O' Cangaceiro, regia di Giovanni Fago (1970)
- Paranoia, regia di Umberto Lenzi (1970)

### Attore
- Don Chisciotte della Mancia (Don Quijote de la Mancha), regia di Rafael Gil (1947, non accreditato)
- La leonessa di Castiglia (La leona de Castilla), regia di Juan de Orduña (1951)